# Parcul Național Lençóis Maranhenses

Localizarea Lençóis Maranhenses pe harta statului

Parcul Național Lençóis Maranhenses (în portugheză Parque Nacional dos Lençóis Maranhenses) este un parc național situat în statul Maranhão, din nord-estul Braziliei, la sud-est de golful San José, în apropierea căruia se află capitala statului, São Luís. Această regiune de câmpie este situată la un nivel foarte scăzut față de nivelul mării, fiind acoperită cu mari dune de nisip, de până la 40 de metri. În sezonul ploios, între dunele de nisip se formează numeroase lagune de diferite mărimi. Parcul acoperă o suprafață de 1550 km². În ciuda ploilor frecvente, are o vegetație săracă sau chiar absentă. Parcul a fost înființat pe 2 iunie 1981.

## Galerie

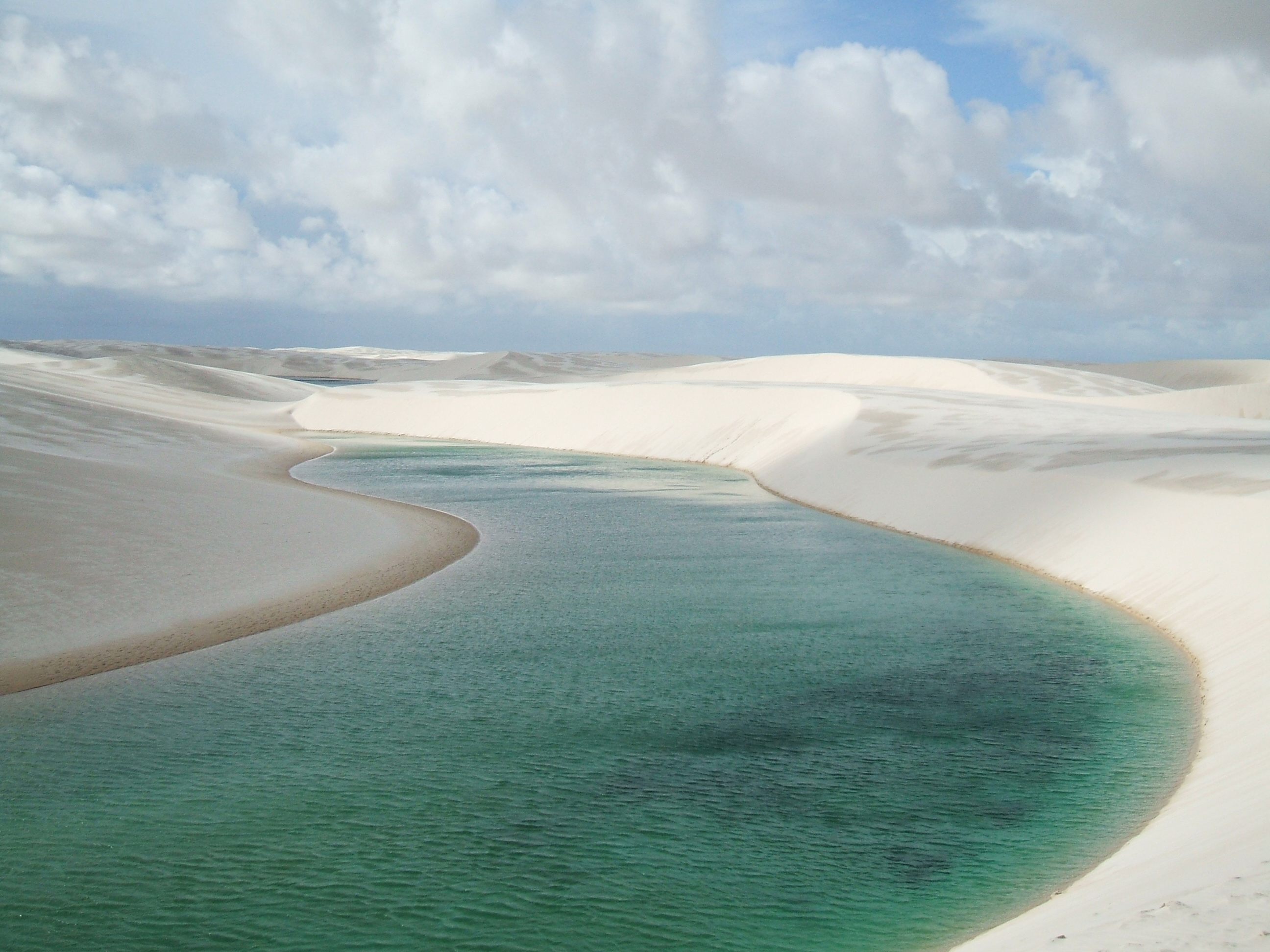
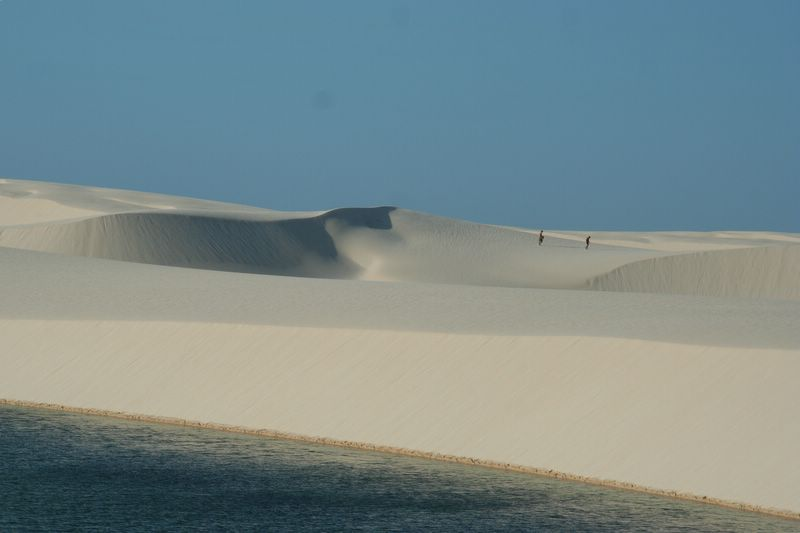
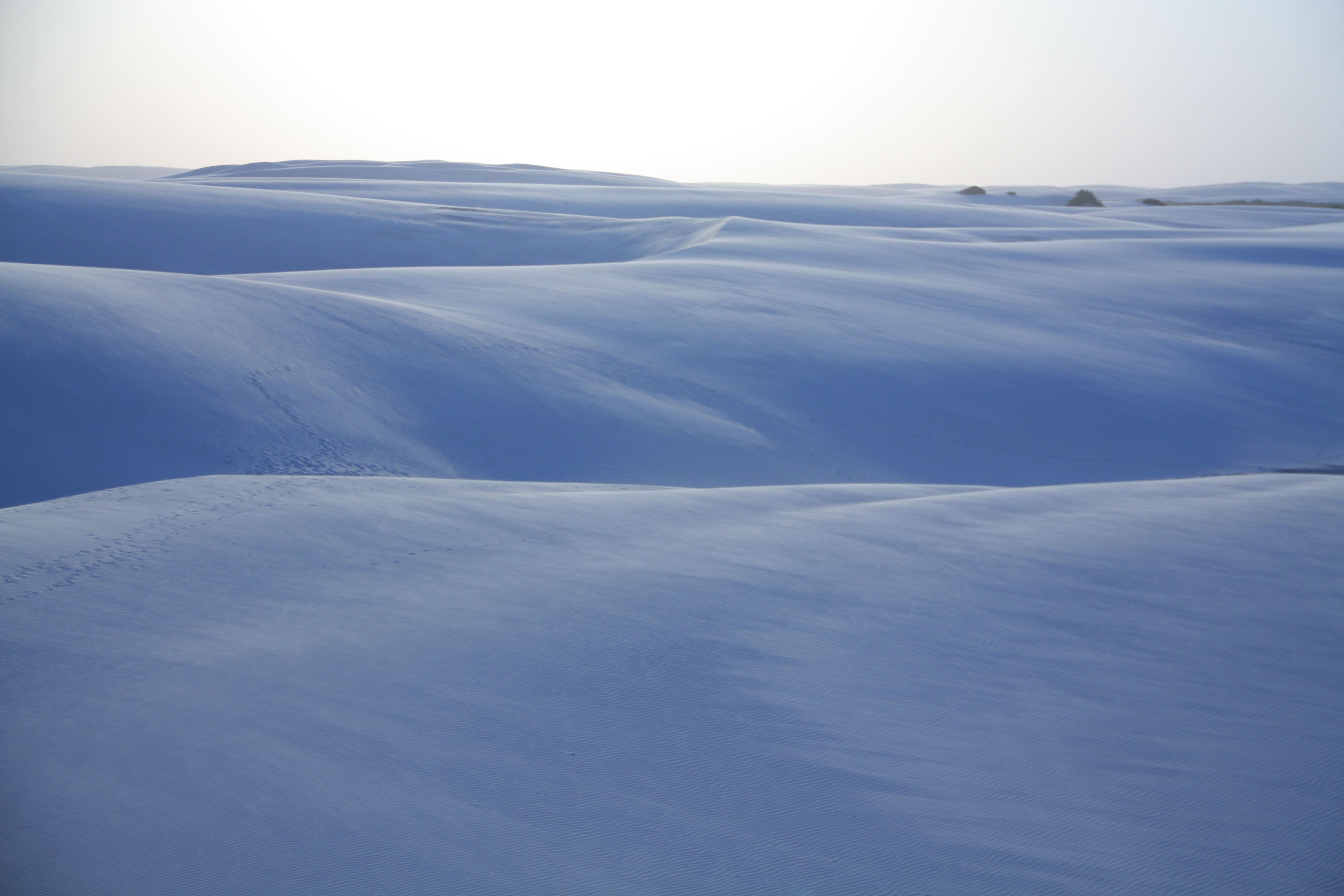
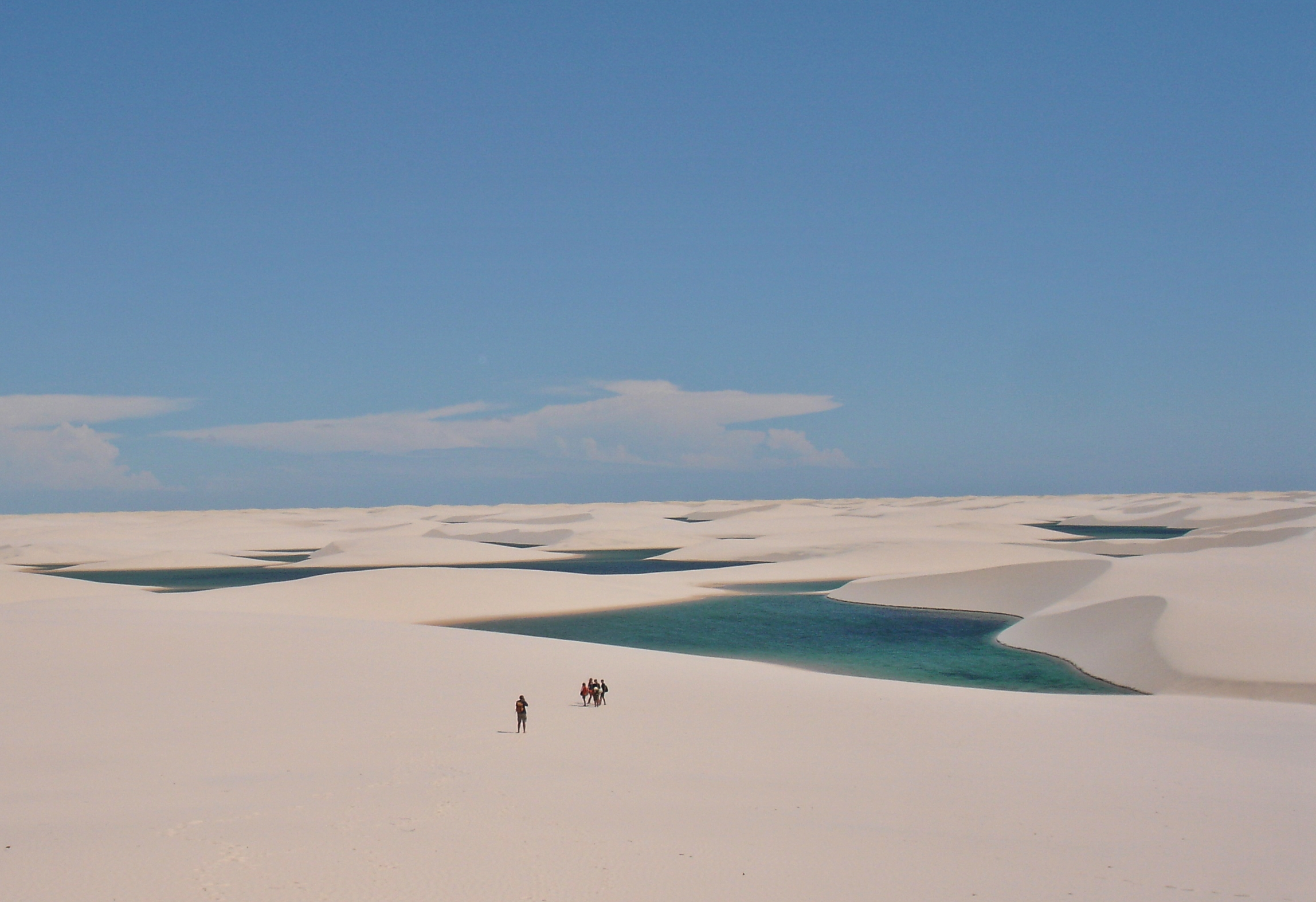
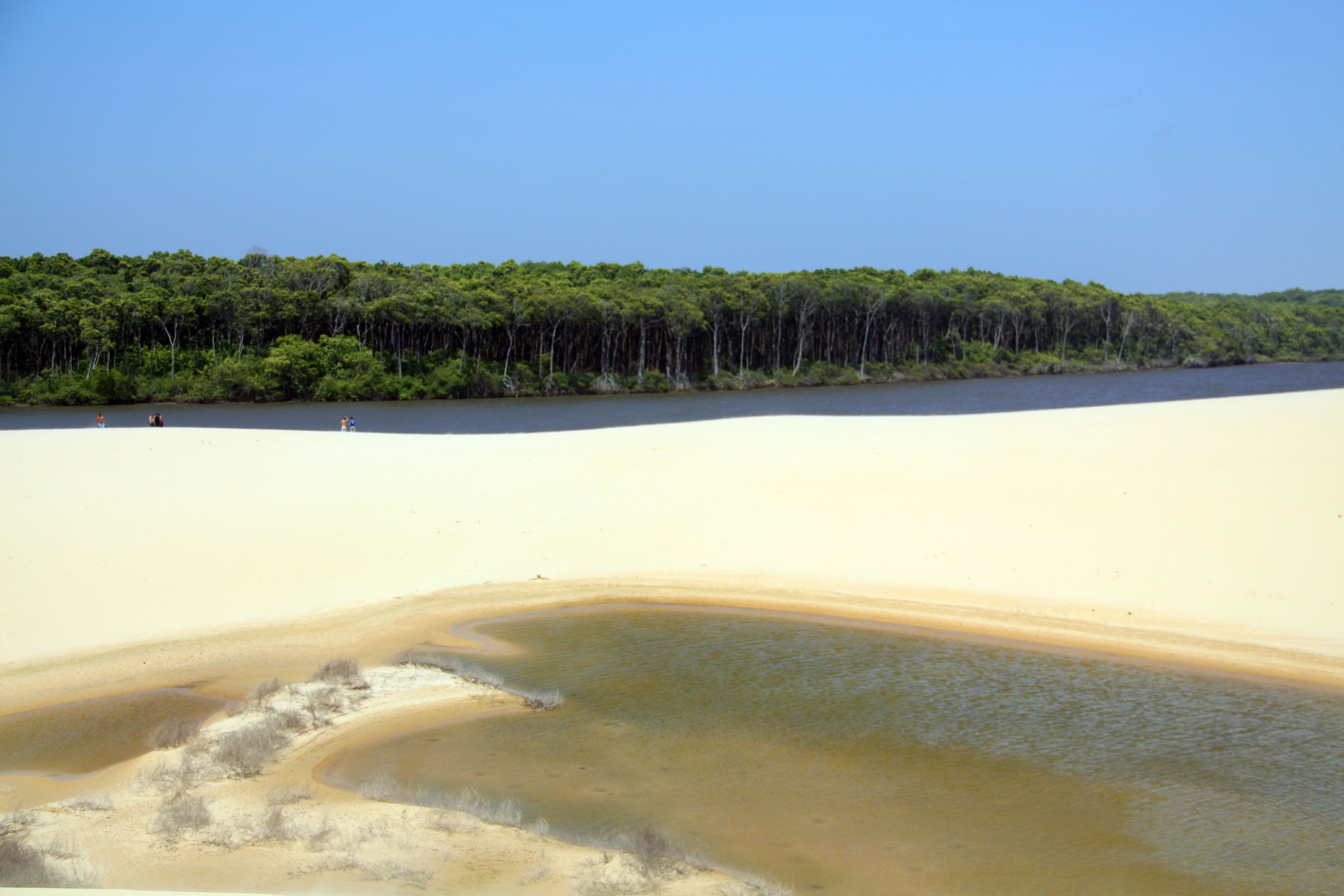
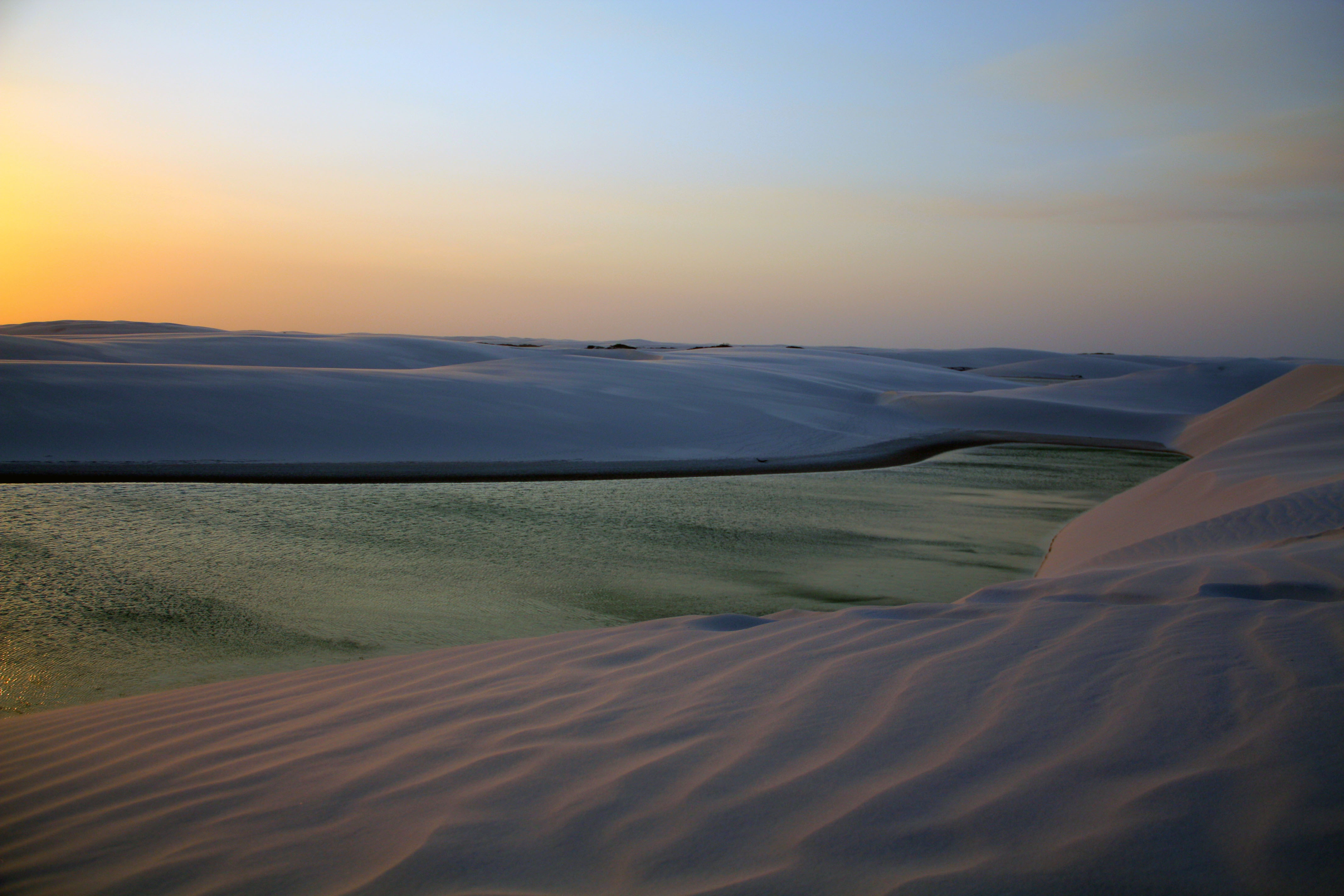
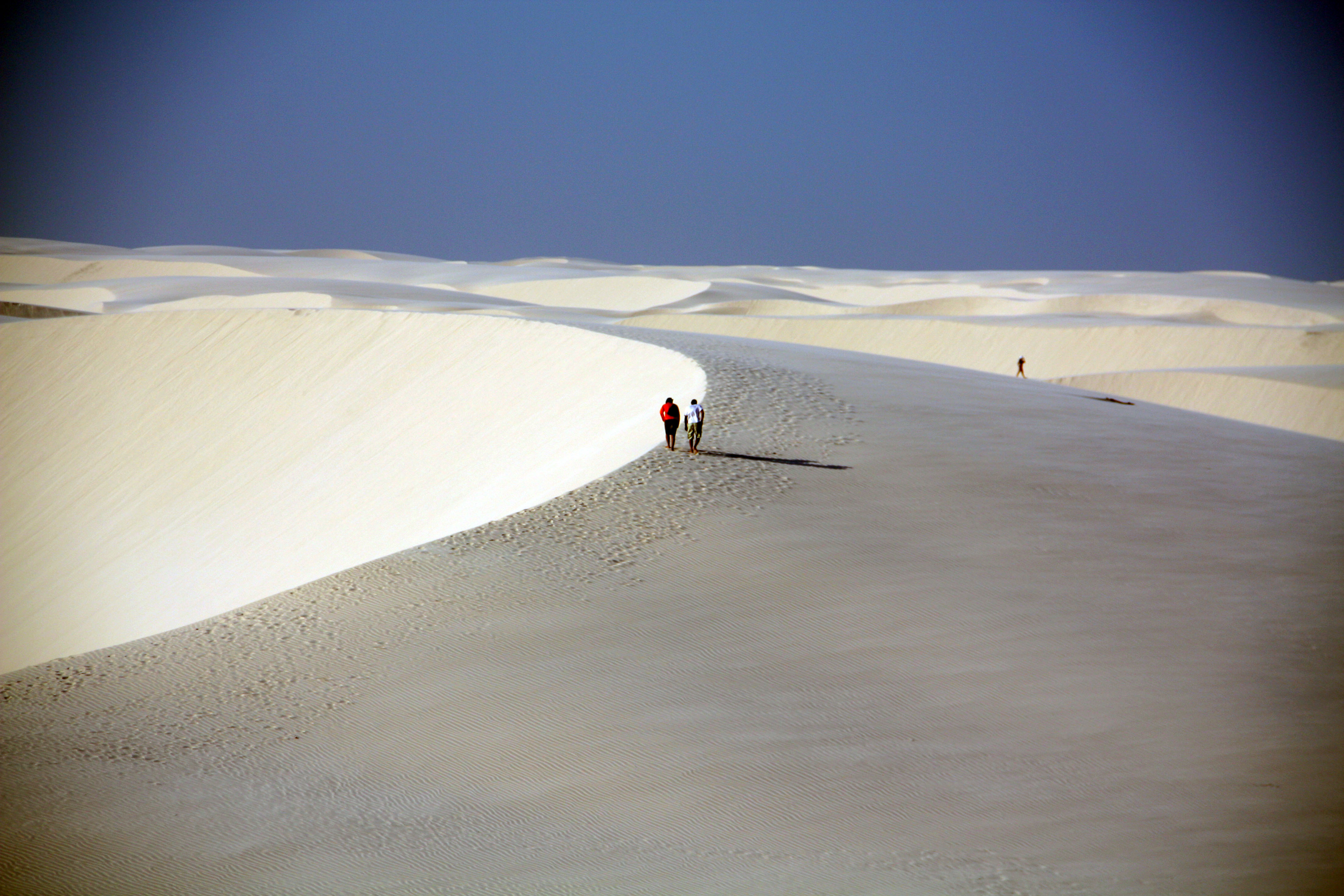
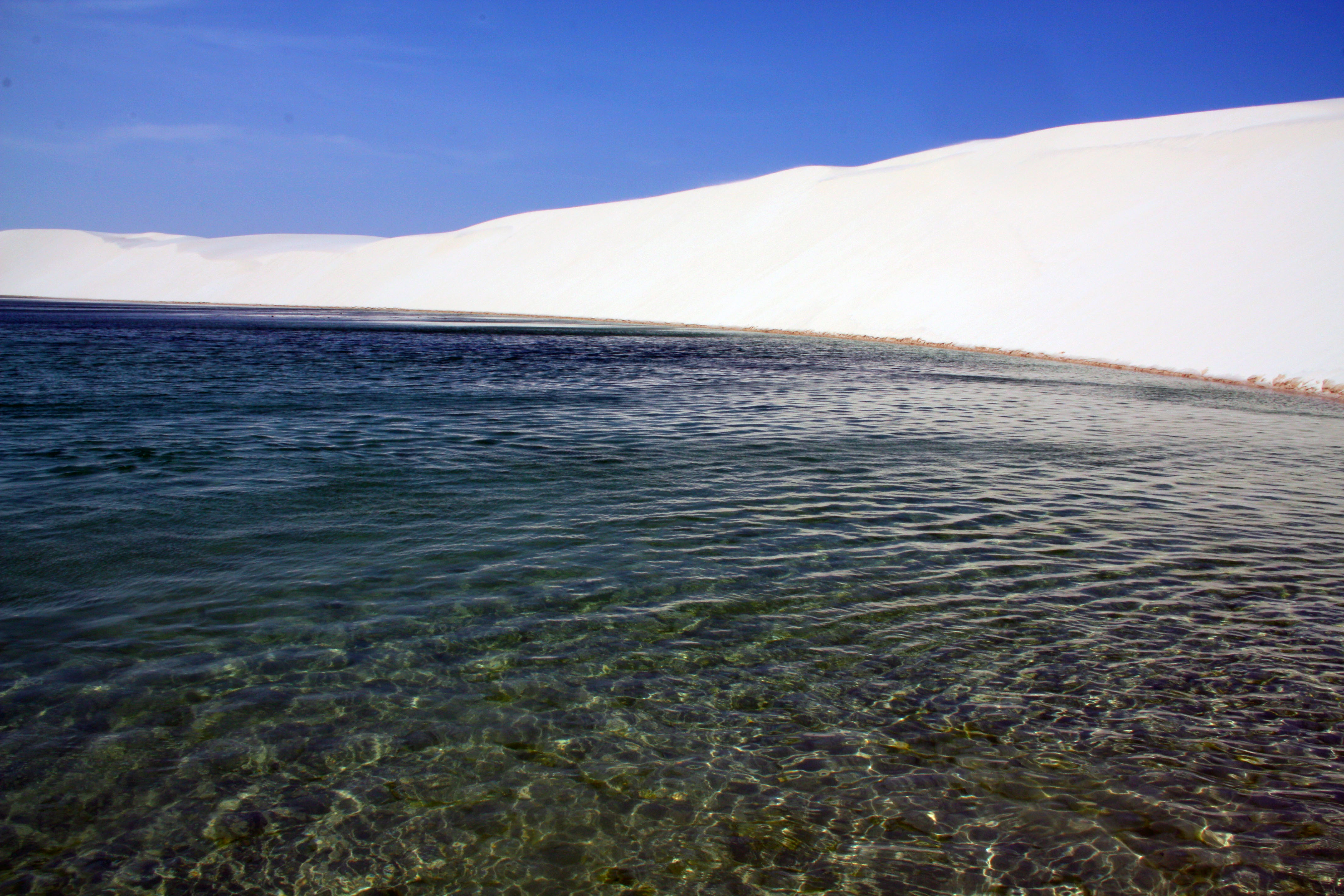
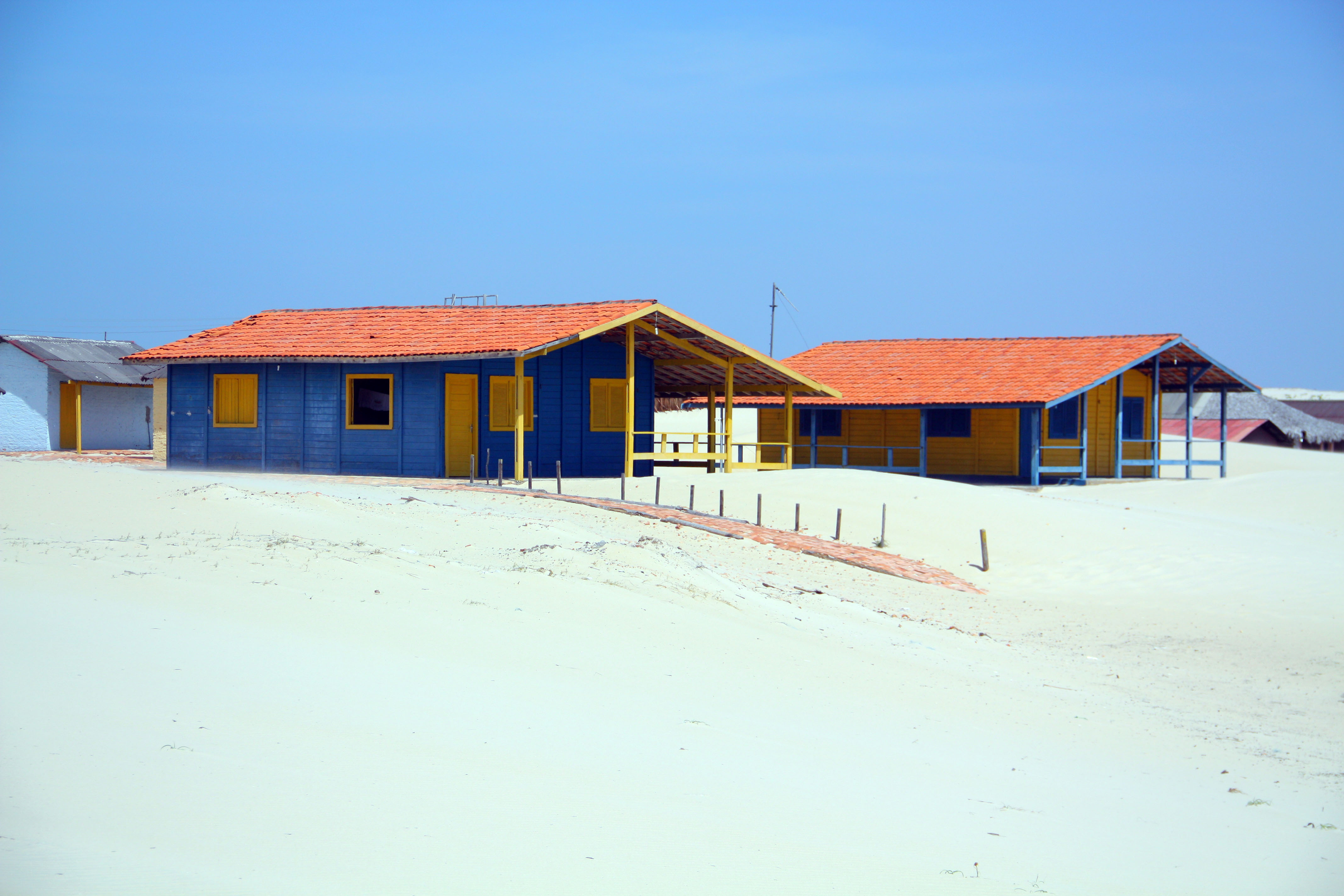
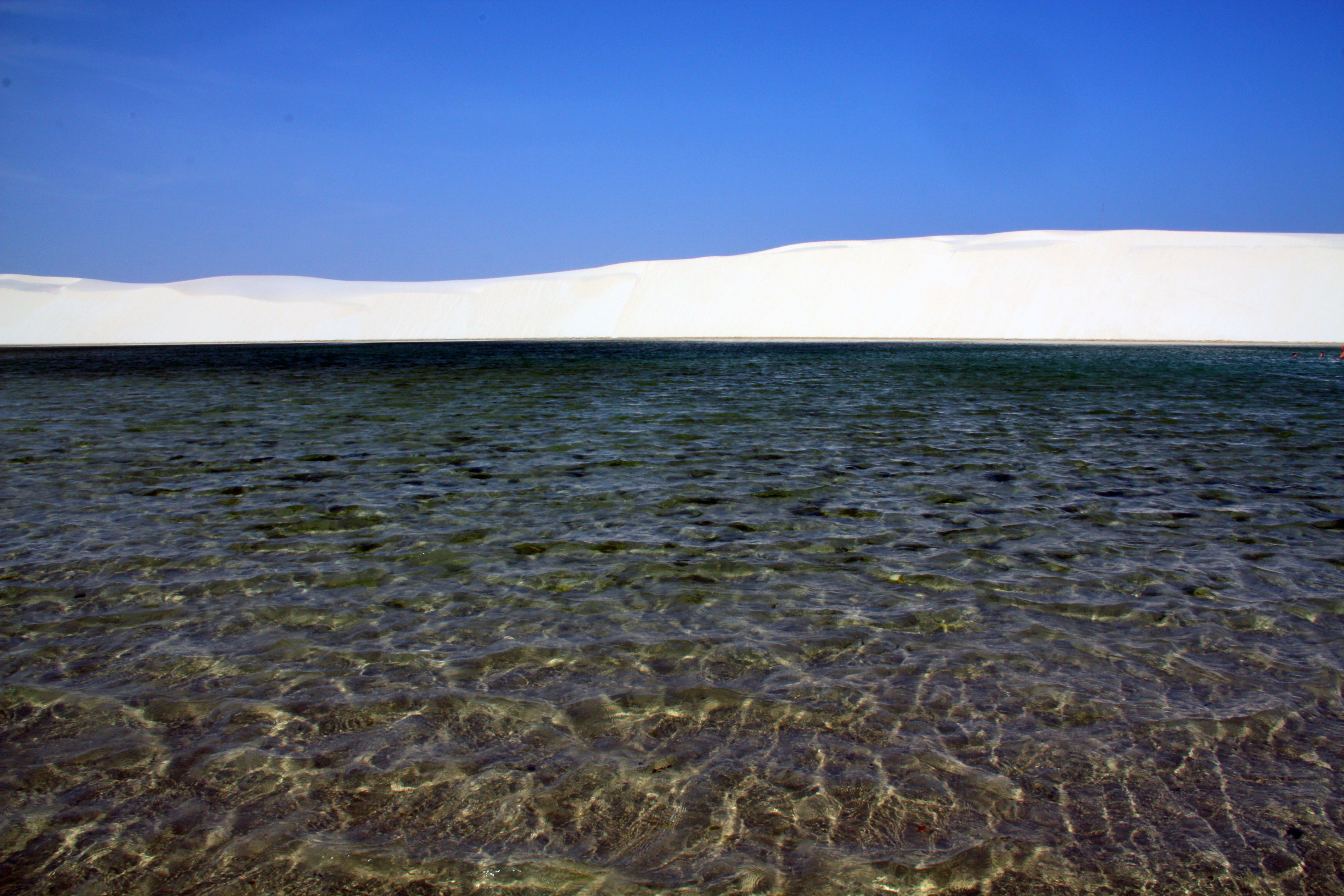